# Masaaki Kubo

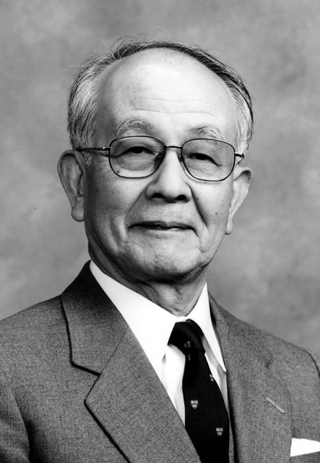
Masaaki Kubo

Masaaki Kubo (japanisch 久保 正彰, Kubo Masaaki; geb. 10. Oktober 1930 in der Präfektur Hiroshima) ist ein japanischer Literaturwissenschaftler mit dem Schwerpunkt Griechische Klassiker.

## Leben und Werk
Masaaki Kubo ging jung nach Amerika und machte seinen Studienabschluss an der Harvard-Universität. 1975 wurde er Professor an der Universität Tōkyō. Nach seiner Verabschiedung 1992 als „Meiyo Kyōju“ wurde er Präsident der „Tōhoku Universität für Kunst und Kunstgewerbe“ (東北芸術工科大学, Tōhoku geijutu kōka daigaku) in Yamagata.
Kubo ist Mitglied der Akademie der Wissenschaften und war von 2007 bis 2013 deren Präsident. Von 2014 bis 2016 war er der 10. Präsident der Gakushikai (学士会), der Vereinigung der Absolventen der ehemaligen 9 „Kaiserlichen Universitäten“ Japans.
Kube legte eine Neuübersetzung des Hauptwerkes von Thukydides „Der [Peloponnesische] Krieg“ vor. Er befasste sich mit den epischen Dichtungen Hesiods, Homers und anderer griechischer Klassiker. Zu seinen Schriften gehört „Grundlagen der griechischen Gedankenwelt“ (ギリシャ思想の素地, Girisha shisō no soji).